# Erhard Ziegler
Erhard Ziegler (* 19. April 1886 in Nürnberg; † 22. Mai 1946 im sowjetischen Speziallager Nr. 1 Mühlberg) war ein deutscher Reichsgerichtsrat.

## Leben
Der Kaufmannssohn Ziegler war evangelisch. Das Abitur legte er 1904 am Alten Gymnasium in Nürnberg ab. Er studierte an der Friedrich-Alexander-Universität Erlangen vier Semester, an der Universität Leipzig zwei Semester und wieder in Erlangen zwei Semester Rechtswissenschaften. Während seines Studiums wurde er 1904 Mitglied der Burschenschaft Germania Erlangen. Er wurde 1912 in Erlangen promoviert. Er bestand die erste juristische Staatsprüfung 1908 mit der Note „bestanden“, die zweite 1911 mit „55“. 
Ab 1912 war er geprüfter Rechtspraktikant bei der Staatsanwaltschaft München I und wissenschaftlicher Hilfsarbeiter beim Bayerischen Staatsministerium der Justiz sowie beim Nachschlagewerk des Reichsgerichts in Leipzig.
Dezember 1914 wurde er III. Staatsanwalt beim Landgericht München I. Am Ersten Weltkrieg nahm er zuletzt als Leutnant der Landwehr teil. Am 1. Oktober 1918 wurde er Amtsrichter am Amtsgericht München. Am 1. November 1919 wurde er zum II. Staatsanwalt beim Staatsministerium der Justiz ernannt. Zum Neujahrstag 1925 wurde er zum Oberregierungsrat befördert. 1926 wurde er Oberstaatsanwalt beim Oberlandesgericht München und 1930 dort Oberlandesgerichtsrat. Fünf Wochen später wurde er als Hilfsarbeiter an das Reichsgericht abgestellt und im März 1931 zum Reichsgerichtsrat ernannt. Er war im I., VI. und V. Strafsenat tätig. Er war Mitarbeiter beim Leipziger Kommentar.

## Ehrungen
- 20. April 1938 Silbernes Treudienst-Ehrenzeichen

## Schriften
- Der Postscheck in Deutschland und in der Schweiz. Diss. Erlangen 1912, München 1912.
- Die tatsächlichen Unterlagen des Urteils im Zivilprozeß. Zeitschrift für Rechtspflege in Bayern, Band 11, J. Schweitzer Verlag, 1915, S. 227 ff., S. 261 ff.